# Gaston Pigot
Pour les articles homonymes, voir Pigot.
Gaston Pigot est un boxeur français, né le 29 octobre 1885 à Caudry dans le département du Nord et mort le 27 avril 1969 à Cambrai.

## Biographie
Il est amené très jeune sur un ring de boxe par quelques amis. Champion du Nord à 25 ans, il prend la direction de la capitale où il entre dans l'écurie de François Deschamps, professeur de Georges Carpentier, dont il devient l'ami et le sparring-partner. Invité par Gaston Pigot, le champion du monde Georges Carpentier vient plusieurs fois à Caudry accompagné de Georges Rigoulot, réputé pour être « l'homme le plus fort du monde ».
Pigot livre également quelques combats face à des champions étrangers comme l'australien George Gunther à Nice le 31 janvier 1913 (défaite au 12e round) et l'anglais Bombardier Billy Wells à Cardiff le 24 janvier 1914 (défaite par KO au premier round).
Blessé à la jambe gauche au cours de la Première Guerre mondiale, il doit raccrocher les gants en 1919. Devenu par la suite organisateur de galas de boxe, il fonde en 1930 le Boxing Club Caudrésien puis en 1953 le Ring Caudrésien.